# 仲沢のあ
仲沢のあ（なかざわ のあ、3月24日 - ）は、日本の俳優、タレント。
愛知県出身。東京や愛知を中心にテレビやドラマ、映画など幅広いメディアや舞台に出演中。
ライブ配信アプリ「SHOWROOM」ではトップライバーとして活躍中。
2021年春、SHOWROOM人気ライバーランキング38万人中6位の実績。
2021年12月15日、SHOWROOM AWARD 2021でトップランカーに選出される。
元ジャスティスジャパンエンターテイメント所属 (2022年2月〜2024年5月)。
2023年12月27日、西濃運輸株式会社より特別賞を受賞。
2024年、SHOWROOM人気ライバー決定戦予選TOP4、本戦TOP9。
2024年、SHOWROOM人気ライバーランキング 俳優部門1位受賞。
2024年12月16日
- SHOWROOM AWARD 2024 トップランカー受賞 (全配信者からトップ15名のみが選ばれる賞)。

- SHOWROOM AWARD 2024 年間総合ランキングTOP12選出。
- SHOWROOM AWARD 2024において、SHOWROOM株式会社・代表取締役社長 前田裕二氏、モデルでタレントのアン ミカ氏よりトロフィーを受賞。
- 年間最優秀賞俳優部門受賞。
- 俳優ジャンルでTOP1に選出。初代ブラックステラ獲得者 (SHOWROOMにおいて活動ジャンル最高の栄誉とされるブラックステラを獲得)。

2025年4月16日、キングコング・梶原雄太からバラエティ番組でMVPを受賞。
2024、2025年、Tiktokを始めとした全ライブ配信者のランキングでTOP70入。
2025年7月、人気ライバーランキング2025 俳優部門 26,378票 1位受賞、全総合部門ランキング 予選4位通過 29,263票。
2025年8月、SHOWROOM俳優部門内ファン数、ランキング共に1度も途切れず1位受賞継続中。

## 来歴
- 2019年7月21日 - SHOWROOMで配信開始[3]。
- 2020年8月7日 - 1stシングル「夢のステージ」(作詞 : ナカザワノア、作曲 : セラノ) リリース[4]。
- 2020年9月29日 - 1stシングル「夢のステージ」がメキシコで1位を獲得 (iTunes Store内J-Popトップソングランキング)[5]。
- 2020年12月18日 - SHOWROOM AWARD 2020 上位配信者（TOP6～30）に選出[6]。
- 2021年9月3日 - 2ndシングル「この部屋で」(作詞作曲 : YU-JIN) リリース[7]。
- 2021年12月15日 - SHOWROOM AWARD 2021でトップ15位以内にランクインかつ、トップランカーに選出。
- 2022年4月24日 - SHOWROOM ライバー王決定戦 2022 spring/summerにて最強ライバーランキング部門で12位を獲得 (2022年4月24日 SHOWROOM調べ)[8]
- 2022年5月7日 - 1st 写真集 『歩み。』(カメラマン・酒井貴弘) 100部限定発行。
- 2022年6月6日 - プジョーモトシクルブランドアンバサダー就任[9]。
- 2022年7月8日 - Apple Books[10]、Google Play[11]にて、プジョーモトシクルブランドアンバサダー・デジタル写真集『どこまでも。』発売。
- 2022年12月15日 - 3rdシングル「story」(作詞 : 仲沢のあ、作曲 : 山村侑平) リリース[12]。
- 2022年 - SHOWROOMトップランカー選考期間中、コメント数456万9563件で1位を獲得 (SHOWROOM AWARD2022 エンドロール調べ)
- 2022年12月28日 - SHOWROOM AWARD 2022 トップランカーノミネート。
- 2023年 - SHOWROOMでは、イベントに参加した際に1週間で、"1424万ポイント″獲得という脅威的な成績を残している。また、1週間で1000万ポイント越えの成績を1年の間に5回獲得した。
- 2023年8月13日 - 4thシングル「１％」(作詞 : 仲沢のあ、作曲 : ROYAL KLAXON MUSIC) リリース[13]。
- 2023年12月4日 - 55時間55分55秒のSHOWROOM連続配信最長記録を達成。 (配信期間 : 2023年12月1日17時～2023年12月4日0時55分55秒)
- 2023年12月27日 - 人気ライバーが集められた 大規模イベント、感謝の肉肉祭にて売上数、販売個数で断トツ1位の記録を残した。
- 2024年7月21日 - 2019年7月21日のSHOWROOM初配信以来、配信を継続し毎日配信5年目を迎えた。
- 2024年12月16日 - SHOWROOM AWARD 2024 トップランカー受賞、SHOWROOMAWARD 2024 年間ランキングTOP12選出、年間最優秀ジャンル賞俳優部門受賞、初代ブラックステラ獲得者 (SHOWROOMにおいて活動ジャンル最高の栄誉とされるブラックステラを獲得)
- 2024年12月21日 - TikTokでも配信開始[14]
- 2025年1月10日 - 2019年7月21日のSHOWROOM初配信以来、配信を継続し毎日配信2000日を迎えた。
- 2025年8月 - SHOWROOM俳優部門内ファン数、ランキング共に1度も途切れず1位受賞継続中。

## 人物
- 趣味：ピアノ、習字、カメラ、筋トレ、マジック、料理、けん玉
- 特技：水泳、スポーツ、速攻即興文字アート
- 受賞歴：「鳥貴族」接客MVP4回受賞した過去あり
- 記録：体力テスト学年1位（高校時代）、SHOWROOM連続配信時間最長記録保持者（55時間55分55秒）、SHOWROOMアバター数トップ継続中（216個 - 2025年4月現在）
- 目標：「女優として活躍し夢を追いながら皆を笑顔にする」これが私の大きな夢です。 "虹のような存在に" 雨は気持ちが滅入ってしまう事もあるけれど、雨上がりに虹があると皆がそこに注目して笑顔になるから。そんな、人々が暗い気持ちの時に、私を見ると明るい気持ちになれる人がいる。そんな人になって欲しいとの母の想いを胸に活動中

## 主な出演

### 公式アンバサダー
西濃運輸株式会社公式「セイノーラストワンマイルアンバサダー」（2024年1月～2024年12月) - 1年間就任

### テレビ（地上波テレビ局公認番組リポーター）
テレビ朝日系列khb東日本放送 看板情報番組「突撃！ナマイキTV」 (2023年4月 -）- 番組公認リポーター「ナマイキガール」として出演 (見逃し配信 : Topo-tv.jp)
| 放送日        | 出演                         |
| ------------- | ---------------------------- |
| 2024年4月12日 | お披露目 (生放送)            |
| 2024年5月21日 | おパンコーナー (VTR出演)     |
| 2024年6月18日 | おパンコーナー (VTR出演)     |
| 2024年8月29日 | ナマイキ法律相談室 (VTR出演) |
| 同上          | ルームシェア編               |
| 同上          | 恋人の給与を優遇編           |

### テレビ（レギュラー出演）
メ～テレ「しりたい嬢」 (2023年2月14日 - 、名古屋テレビ) - リポーターとしてレギュラー出演。
| 放送日        | 放送時間   | 紹介リポート                                     |
| ------------- | ---------- | ------------------------------------------------ |
| 2023年2月14日 | 11時40分～ | 中古車買取・中古車査定のアップル編               |
| 2023年2月16日 | 11時40分～ | みずほ銀行宝くじ編                               |
| 2023年2月25日 | 13時26分～ | 東郷ファーム編                                   |
| 2023年4月1日  | 13時26分～ | Y!mobile編                                       |
| 2023年4月15日 | 13時26分～ | 劇場版『名探偵コナン 黒鉄の魚影』編              |
| 同上          | 13時26分～ | 丸亀製麺編                                       |
| 2023年4月18日 | 11時40分～ | あみやき亭編                                     |
| 2023年4月20日 | 11時40分～ | 映画『ザ・スーパーマリオブラザーズ・ムービー』編 |

### テレビ（生放送）
「めっちゃぎふわかるてれび」（2025年5月2日、岐阜放送）

### テレビ（生中継）
突撃！ナマイキTV「熊ちゃんの突撃生中継～スポーツの秋！」（2024年9月19日、khb東日本放送）- 矢本海浜緑地パークゴルフ場 (宮城県) より生中継

### 近年の大舞台
| 期間                 | 主催                   | 舞台名                                      | 役名                           | 会場                                     |
| -------------------- | ---------------------- | ------------------------------------------- | ------------------------------ | ---------------------------------------- |
| 2024年3月27日 - 31日 | 東京カンカンブラザーズ | いちかと華子～ばあちゃんの匂いと宝物～      | 主演：椿、月下ひまり（1人2役） | ザ・ポケット（東京・中野）               |
| 2025年4月3日 - 13日  | 明治座                 | SAKURACROSS PROJECT「NINETEEEEN GRRRLZ’99」 | 松下チアキ                     | 六本木トリコロールシアター（東京・港区） |

### 岐阜放送主催「ぎふチャンまつり」出演一覧（2025年5月）
| 日付         | メディア | 放送形態   | 番組                                   |
| ------------ | -------- | ---------- | -------------------------------------- |
| 2025年5月2日 | テレビ   | 生放送     | めっちゃぎふわかるてれび               |
| 2025年5月2日 | ラジオ   | 生出演     | ぎふチャン「Music Tune」               |
| 2025年5月2日 | ラジオ   | 生出演     | ぎふチャン「きょうもラジオは!?2時6時」 |
| 2025年5月4日 | ラジオ   | 公開生放送 | ぎふチャンまつりイベントステージ       |

## 出演歴

### テレビ
- tvkお天気ナビゲーター[17] （2020年11月22日 - 2021年3月29日、テレビ神奈川）
- weather report CM[18]（2021年1月8日、テレビ神奈川）
- 猫のひたいほどワイド[19]（2021年5月25日、テレビ神奈川）- メインリポーター
- コンコレch内「教えてしんご先生」 司会 : 楽しんご（2021年9月13日、テレビ埼玉）
- ニューヨーク＆本田望結のおもてなしマスターはどっちだ！？（2021年9月27日、テレビ愛知）[20] - リポーター
- げっきんＳ[21]（2021年12月2日、TUFテレビユー福島）- メインリポーター
- お笑いオムニバスGP[22]（2022年1月2日、フジテレビ）- ドッキリ仕掛け人として出演
- ただ今、コント中。[23]（2022年1月22日、フジテレビ）- ゾンビ役
- 奇跡体験！アンビリバボー[24]（2022年1月27日、フジテレビ）- 【突然奪われた平穏な日常…真実を求めた家族の闘い】編、再現VTR内主人公の友人役
- それは未来のために[25]（2022年3月12日 TSSテレビ新広島、OHK岡山放送、TSKさんいん中央テレビ、同年3月13日 EBCテレビ愛媛、KSS高知さんさんテレビ）-  ゲストリポーター
- 小沢の恋愛アカデミー[26]（2022年3月31日、テレビ愛知、GYAO！、Locipo）スピードワゴン小沢、貴島明日香、西野未姫のリポーターとして[27]
- 勇さんのびわ湖カンパニー[28]（2022年6月3日、BBCびわ湖放送、eo光チャンネル、GYAO！、あいコムこうか - リポーター
- スマイルこれダネッ！ 長野×新潟 イチオシ！グルメグランプリ - パンサー（菅良太郎、向井慧、尾形貴弘）、ギャル曽根出演（2022年10月21日、NST新潟総合テレビ）- リポーター
- スマイルこれダネッ！ 長野×新潟 イチオシ！グルメグランプリPR番組（2022年10月13日 NBS長野放送、2022年10月21日 NST新潟総合テレビ）
- 旅ランTV ～三次編～ - 鈴木志遠、山本杏奈出演（2022年12月6日 広島ホームテレビ）- ゲスト出演
- 必見！ヒット商品研究所 〜2022ベストヒット&ロングセラーのヒミツ〜[29] - 出演 : ガダルカナル・タカ（2022年12月17日、テレビ東京系全国放送- スタジオ出演メンバーとして出演
- メ～テレ「しりたい嬢」 (2023年2月14日 - 、名古屋テレビ)[16] - リポーターとしてレギュラー出演
- ヒロミ・指原の“恋のお世話始めました” - MC : ヒロミ、指原莉乃（2023年2月24日、テレビ朝日) 出演：指原莉乃、ヒロミ、竹内唯人 、西村まどか 、長崎望未 、岡田康太 、ストレッチーズ高木貫太 、一条ヒカル 、仲沢のあ、川目モネ
- バラエティ特別番組「名古屋映え！」 - 出演：タイムマシーン3号（2023年3月29日、テレビ愛知、Locipo) - ゲストタレントとして出演
- テレビ朝日系列khb東日本放送 看板情報番組「突撃！ナマイキTV」[15] (2023年4月 -）- 生放送やロケ、イベント等に番組公認リポーター「ナマイキガール」として出演 (見逃し配信 : Topo-tv.jp)
- 奇跡体験！アンビリバボー（2023年6月22日、フジテレビ）- 【日本中震撼！恐怖の看護師による連続保険金殺人事件】編、再現VTR内ナース役
- テレビ朝日系列情報番組「NANTION EHIME」（2023年10月 - )
- 必見！ヒット商品研究所 〜2023ベストヒット&ロングセラーのヒミツ〜[30]（2023年12月23日16時放送、テレ東系列全国放送)、出演：天野ひろゆき、高橋ユウ、品田英雄、川村綾。2年連続スタジオメンバーとして出演
- テレビ愛知特別番組「大須テレビ」（2024年3月23日、テレビ愛知、テレビ愛知公式YouTubeチャンネル、Tver、Locipo） - アシスタントゲスト
- 松山シーサイドカントリークラブPRESENTS第4回企業対抗チャリティゴルフコンペ番組アシスタント（2024年10月上旬放送予定、eat愛媛朝日テレビ)
- 必見！ヒット商品研究所 〜2024ベストヒット&ロングセラーのヒミツ[31]（2024年12月14日16時放送、テレ東系列全国放送)、出演：天野ひろゆき、阿部なつき、仲沢のあ、川村綾、品田英雄。3年連続スタジオメンバーとして出演
- テレビ愛知特別番組「大須テレビ」（2025年3月16日、テレビ愛知、テレビ愛知公式YouTubeチャンネル、Tver、Locipo）- ゲスト出演
- 情報番組「ハシアゲ」（2025年4月20日・4月27日、TSKさんいん中央テレビ） - リポーターとして出演[32]
- 町ブラ情報新番組「加藤ちゃん三重ケンちゃん～ぶらぶらテレビ～」（2025年8月22日、三重テレビ）、出演：ザブングル加藤 - ゲスト出演

### テレビドラマ
- 私と死神[33]（2021年1月18日 - 、テレビ埼玉） - 生徒役
- 小河ドラマ 徳川☆家康（2021年3月31日 - 4月21日、関テレ系 全国放送） - 「小河ドラマ紀行」メインナビゲーター[34]
- In The Trap（2021年5月17日 - 6月21日、テレビ埼玉） - 鈴菜莉緒役
- メディウムダイバー[35]（2021年10月2日、テレビ埼玉） - 静音飛鳥役
- 私たち、結婚式できますか？（2021年11月7日、テレビ大阪） - 多田さくら役[36]
- ドラマ+「ハレ婚。」[37]第5話（2022年2月13日 ABCテレビ、同年2月15日 テレビ神奈川、GYAO！、Netflix等で放送）
- メ～テレドラマ「17歳の監督　～名古屋行き最終列車大垣編～」 (2023年2月12日・2月19日、名古屋テレビ)  出演者 : 鈴木福 (主演)、大原優乃 (ヒロイン)、井頭愛海 、田村侑久 (BOYSANDMEN) 、高柳明音 、末永桜花 (SKE48) - 世話好きの女子大生役[38]
- テレビ朝日開局65周年記念 ドラマプレミアム「万博の太陽」（2024年3月24日、テレビ朝日)、主演：橋本環奈 - コンパニオン役 (レギュラー)
- デスゲームで待ってる 第6話（2024年11月28日、関西テレビ）

### CM
- 名古屋エリア「とんちゃん酒場光（みつ）」メインキャスト （2022年）
- スマイルこれダネッ！ 長野×新潟 イチオシ！グルメグランプリPRテレビCM（2022年10月16日 - 10月21日）
- 名古屋エリア「名古屋映え！」テレビCM（2022年12月26日、テレビ愛知）[39]
- 第一三共ヘルスケア「Regainトリプルフォース」（2023年7月3日 - 7月9日) JR山手線渋谷駅ハチ公改札口前サイネージにて放送【主演】仲沢のあ、Risa【放送時間】5:00-24:00 ／ 3分毎に1回放送
- えひめ健康パークCM（2023年9月中旬 - 2023年10月9日）- 放送：愛媛エリア
- 松山シーサイドカントリークラブPRESENTS第4回企業対抗チャリティゴルフコンペ募集告知CM（2024年8月1日～)[40]
- ふるさと映画祭「シネアドCM」（2024年12月27日～)

- 第一三共ヘルスケアダイレクト株式会社「リゲインスリムマネージ」広告CM（2025年1月 - 東京・新宿）新宿駅デジタルサイネージにて大きく展開

### ラジオ
- 三橋加奈子のSaturdayBell（2021年2月27日、 市川うららFM）- ゲスト出演
- 江里夏のえりラジ（2021年4月4日、市川うららFM）- ゲスト出演
- フォーミュラ（2021年6月5日 -、RadiCro[41]）- メインパーソナリティ(交代制) [42]
- J Cross Style[43]（2021年9月5日、渋谷クロスFM）- ゲスト出演
- アーティスト応援部[44]（2021年11月13日、渋谷クロスFM）- メインパーソナリティ
- 木曜の夜は仲沢のあと小島千明でどうでしょう？（2023年5月4日 -  毎週木曜21時～21時30分、FMふっかちゃん 88.5MHz）- レギュラー出演
- 北条×天狗の金曜のアフタヌーンティー（2023年6月23日・6月30日、こしがやエフエム 86.8MHz）パーソナリティ : 北条ふとし、横山ミル (天狗) - ゲスト出演
- もくよる✩ブレイク（2023年10月5日 - 毎週木曜21時～21時30分、再放送毎週日曜21時30分～22時00分 FMふっかちゃん 88.5MHz）- レギュラー出演
- 北条×天狗の金曜のアフタヌーンティー（2023年10月6日・10月13日、こしがやエフエム 86.8MHz）パーソナリティ : 北条ふとし、横山ミル (天狗) - ゲスト出演
- ぎふチャン「Music Tune」（2025年5月2日）- 生出演[45]
- ぎふチャン「きょうもラジオは!?2時6時」（2025年5月2日）- 生出演[46]
- ぎふチャンまつりイベントステージ（2025年5月4日）- 公開生放送、ぎふチャンまつりアンバサダー2025として出演
- 「仲沢のあの、毎日きいてちょ！」 (podcast、Spotify、stand.fm)  （2025年6月21日）。構成、及び編集作業すべて仲沢のあ本人が行っている。

### イメージモデル
- ティーカッププードルカフェ「原宿プードル」（2020年6月10日 - 10月10日、東京）- 2代目イメージモデル[47]
- トレカ専門店 「すぱいらる」（2020年8月8日 - 10月31日、東京・秋葉原）
- 「Tucano's Grill」（2021年3月15日 - 5月31日、東京・秋葉原）
- 唐揚げ専門店 「天下鳥ます」（2021年7月1日 - 8月1日、高田馬場店、池袋東口店、池袋店、秋津店）
- ダイニングバー・バル「路地裏カフェ 千葉店」（2021年11月1日 - 2022年1月31日）期間限定コラボメニュー発売
- 「和道楽着物屋」（2021年12月15日 - 2022年12月15日、名古屋）
- 台湾まぜそば「禁断のとびら」（2022年2月、池袋東口総本店、水道橋店、鶴橋店、静岡駅前店）
- 武蔵小山ジェラート専門店「La DOPPIETTA TOKYO PLUS」（2022年2月、東京・武蔵小山）
- 「カレー食堂 心」秋葉原店（2022年4月15日 - 2022年5月15日、東京・秋葉原）- 好評により期間延長
- 秋葉原「らーめん忍者」（2022年7月1日 - 、東京・秋葉原)
- 新感覚スイーツ＆ハンバーガーSHOP「MID future 渋谷店」公式アンバサダー（2022年7月1日 - 、東京・渋谷)
- プジョーモトシクルブランドアンバサダー（2022年6月6日、東京・赤坂)
- 「スーパーホテル」（2022年9月1日 - 11月30日、東京・浅草／上野・御徒町／秋葉原・末広町／Premier秋葉原)
- 「新世紀酒場 メシランド」（2022年10月1日 - 2022年12月31日、名古屋)
- 「駿河屋」（2022年10月1日 - 、東京・秋葉原）6店舗
- 24時間営業の馬肉専門スタンド「ONIKU STAND」（2022年11月12日 - 、名古屋)
- セレクトショップ「ROOP TOKYO」公式ファッションモデル（2023年4月15日〜2023年5月31日)
- 京王百貨店 新宿店2F セレクトショップ「HARMONY」公式アンバサダー（2023年5月25日 - )
- 第一三共ヘルスケア「Regainトリプルフォース」広告モデル（2023年)
- テレビ朝日系列eat愛媛朝日テレビ主催、えひめ健康パーク 公式スペシャルアンバサダー（2023年9月25日 - 2023年10月9日)
- 大分生まれの万能調味料「ニラ醤油」公式アンバサダー（2023年11月～2024年2月)
- 和食バルチェーン「SUSHI板前バルLIVE・FISH・MARKET」福岡island eye店（2023年12月～)
- 西濃運輸株式会社公式「セイノーラストワンマイルアンバサダー」（2024年1月～2024年12月) - 1年間就任
- かき氷カフェバー 六本木「yelo」（2024年3月27日) 期間限定コラボメニュー「夢の宝箱-TreasureBox-」発売
- 日本茶カスタムティーカフェ「水滴々」（2024年) 大阪市中央区西心斎橋地区 (通称：アメリカ村)
- グローバルモバイル公式「グロモバアンバサダー」（2024年6月15日～2024年6月30日)
- オムライス専門店「神田たまごけん」西新宿店（2024年8月1日～11月上旬予定)
- 新宿歌舞伎町・卓球バー「東京PingPong」アンバサダー（2024年9月下旬～、東京・新宿）
- ふるさと映画祭シネアドCMキャラクター（2024年12月19日)

- 第一三共ヘルスケアダイレクト株式会社「リゲインスリムマネージ」広告モデル（2025年1月 - 東京・新宿）
- コットンキャンディの専門店「株式会社Chain Of Happiness」（2025年5月 - 神奈川県川崎市・新百合ヶ丘）
- 岐阜放送主催イベント「ぎふチャンまつりアンバサダー2025」（2025年5月4日、岐阜・モレラ岐阜）

### 一日店長
- 「和道楽着物屋」（2021年12月5日、名古屋）
- 「カレー食堂 心」秋葉原店（2022年6月18日、東京・秋葉原)
- 和食バルチェーン「SUSHI板前バルLIVE・FISH・MARKET」福岡island eye店（2023年12月～)
- 日本茶カスタムティーカフェ「水滴々」（2024年) 大阪市中央区西心斎橋地区 (通称：アメリカ村)
- コットンキャンディの専門店「株式会社Chain Of Happiness」（2025年7月26日 - 神奈川県川崎市・新百合ヶ丘）

### ショー
- POLAファッションショー（2020年11月3日、愛知）

### イベント
- 楽しんご主催クリスマスイベント（2021年12月25日、埼玉）- MC、及びトークショー出演
- 中野小劇場お笑いライブ（2023年4月18日、2023年6月16日、東京・中野）- アシスタントMC
- お笑いライブ「TEPPENサマースペシャル vol.323」（2023年7月26日、東京・中野）出演 : 青色1号、完熟フレッシュ、魔族、古賀シュウ他 - サマースペシャルライブのMCとして出演
- おだいらプロモーションイベント「起業のすすめ」（2023年7月30日、埼玉県・蓮田市）- スペシャルゲストとして出演
- お笑いライブ「トンガリ.70 ～70回記念SP～」（2023年8月13日、東京・中野）- アシスタントMC
- 越谷FM公開収録（2023年9月22日、ガーヤちゃんの蔵屋敷）パーソナリティ : 北条ふとし、横山ミル (天狗)
- お笑いライブ「なかの芸能小劇場」（2023年10月4日、東京・中野）- アシスタントMC
- えひめ健康パーク（2023年10月9日、愛媛・城山公園芝生広場）- 出演 : 流れ星、小出奈々子、小山銀次郎 - イベントスペシャルアンバサダー[48]
- お笑いライブ「TEPPEN.328 ～17周年記念スペシャル」（2023年10月31日、東京・中野）出演 : ばいそん(MC)、猫ひろし他 - 17周年記念スペシャルライブのMCとして出演
- 埼玉県主催「知事公館deお花見を！withかっぽフェスタ2024」[49](2024年3月23日、埼玉・さいたま市）特別ゲストとして参加
- 「JAPAN LIVER COLLECTION 2024」日本のトップライバー代表の一人としてGRAMSA PARK 2024 ランウェイ出演（2024年9月1日、東京・お台場）悪天候のため中止
- ふるさとステージMC（2024年12月28日、東京・秋葉原UDXギャラリー）
- 食の一大イベント「手羽先サミット®︎」（2025年5月30日 - 6月1日、名古屋市・熱田区）ステージMCアシスタント

### ライブ
- NML Records (N music Laboratory) 主催ライブ「N fes Vol.4〜真冬の東京の陣2024〜」（2024年2月17日、東京・中野ライブステーション）オリジナル曲3曲を披露

### 舞台
- 学園事変[50]（2021年1月5日 - 1月10日、東京） - 座也蜜役
- 狂人のつぶやき[51]（2021年4月13日 - 4月18日、東京）- 太田希役
- 戦国絵巻〜からす瓜〜 一の巻「魔王生誕」（2022年7月12日 - 7月18日、東京）- 鏡乃役
- 劇団バルスキッチン第27回公演「鴨川ファイヤーワークス」（2023年7月12日 - 7月17日、東京）全12公演出演 - 準主役・新沼あかり役 (主人公の妹、7歳の頃に亡くなった妹の幽霊役)
- 「マジでトキメけ☆少女たち!! 〜全国高校生エネルギッシュ選手権大会〜」再演（2023年8月30日 - 9月3日、東京・新宿、シアターサンモール）シングルキャストとして全9公演出演 - 塾行丁子役
- 明治座 SAKURACROSS PROJECT「NINETEEEEN GRRRLZ’ 99（ないんてぃーんがーるずきゅうじゅうきゅう）」（2025年4月3日 - 4月13日、東京・港区、六本木トリコロールシアター）[52] - 脚本・演出：山崎彬、出演：山口乃々華、水湊美緒、小山内花凜、長月翠、北野瑠華、木村彩音、月山鈴音、杉浦しづき、窪真理チャカローズ、倉持聖菜、まりゑ - 松下チアキ役

### 主演舞台
- 「いちかと華子 ～ばあちゃんの匂いと宝物～」[53]（2024年3月27日 - 3月31日、東京・中野）全8公演、脚本・演出 : 川口清人、協力プロデューサー : 菊池誠 (アズバーズ) - ばぁちゃんの椿役、ばぁちゃんが若い体になって戻ってきた月下ひまり役（1人2役）

### 朗読劇
- meaning〜また会いたいから、さようなら〜（2023年3月29日 - 4月2日、東京) 全8公演、脚本・演出 : 安藤亮司 (劇団ウルトラマンション)、プロデューサー : 山本直也 (東京舞台製作) - 夢北穂乃果役[54]

### 映画
- 斉藤祥太主演 自主制作映画「Marionette」[55]（2021年公開予定）
- 短編映画「スリルドライブ短編劇場」第4章『Out of Luck』（2021年10月24日、渋谷ユーロライブ）[56] - ツーマン警察役
- ホラー映画「検証百物語弐ノ章」（2022年）- 主演 夏川愛役、おばけ役 (一人二役)[57]
- 「アキはハルとごはんを食べたい」（2023年6月2日 - 2週間限定公開、シネマート新宿他）- 美大生役
- 映画「貧困女子｣（2023年12月8日）- 主演 : 大野美幸役（貧困家族）

### 上映イベント
- 「スリルドライブ短編劇場」上映イベント＜本編＆メイキング上映＋出演者スペシャルトークショー (2021年10月24日、渋谷ユーロライブ) - 司会 : 篠崎彩奈、出演 : 為近あんな、川端結愛、川本紗矢、三鈴晃幹、林健太、仲沢のあ、政田江里菜、向井拓哉 (脚本・監督)
- 「スリルドライブ短編劇場」上映イベント（第1章～5章）＜本編＆メイキング上映＋出演者スペシャルトークショー（出演者集合写真撮影Time含む）出演 (2021年11月23日、渋谷ユーロライブ) - 司会 : 大西桃香、出演 : 百瀬朔、川端結愛、為近あんな、政田江里菜、仲沢のあ、三鈴晃幹、向井拓哉 (脚本・監督)
- 映画「貧困女子」（2023年12月9日、東京・秋葉原UDXシアター) - 舞台挨拶

### 大型ビジョン
- とんぼりすてーしょん（2020年2月14日 - 2月20日、大阪）
- 新宿歌舞伎町・卓球バー「東京PingPong」CM 1時間に6回×8ｈ放送（2024年9月1日 - 無期限、東京・新宿）ヒューマックスパビリオン新宿歌舞伎町・大型ビジョン

### 雑誌掲載
- 観光マップ「アド街っぷ」（2020年2月、11月）
- WEB＆フリーマガジン「おでかけmoa」6月号（2022年5月～6月）
- 観光マップ「アド街っぷ」表紙（2023年4月10日）

### SHOWROOM（イベント1位出演）
- SR公式番組「堤下のバラエティ育成塾 "つつじゅく！"」（2024年12月10日）- 出演:  インパルス堤下、ブラックマヨネーズ小杉他
- SR公式番組・第2回「堤下のバラエティ育成塾 "つつじゅく！"」（2025年4月16日）- 出演:  インパルス堤下、カジサック他 - 番組MVPに選出される。[58]

### YouTubeチャンネル
- 千原せいじ「せいじんトコ」 #55 「潜入！SHOWROOMの楽屋裏！松本人志ものまね芸人JPとベジータとライバー女子と」（2021年9月1日）
- 短編映画「杓子定規なガール」（2022年4月13日）- 新野りさ役
- 別冊！ニューソク通信【須田慎一郎 原宿デート企画】今どき女子のホンネ取材！嫌われるおじさまの実態調査【木村葉月/仲沢のあ】（2022年5月22日）
- YouTube生放送情報番組「びわモニ – ユーストン発滋賀ニュースJAM」（2022年5月26日）
- クルーズTV「にじみんのきらきら虹色道場」（2022年9月10日）公開生放送出演
- 港モンスター（2023年）出演 : 土佐兄弟、てめぇーら。  、ふてこ ぱーてぃーちゃん すがちゃん最高No.1、仲沢のあ
- ホラー短編動画「心霊現象が私の家で起きました」（2023年10月7日）-  主演 佐藤佳代 役[59]
- eat愛媛朝日テレビ「公式YouTube」（2023年10月9日) 出演

### TikTok
- 公式TikTok「eat_official5／eat愛媛朝日テレビTikTok部」[60]（2023年10月9日) 「スタジオでも唱 かかったら踊ってしまうカメラマン with @仲沢のあ さん」曲「唱/Show : Ado」
- eat公式TikTok「松山シーサイドカントリークラブPRESENTS第4回企業対抗チャリティゴルフコンペ」収録動画（2024年8月～2025年10月掲載予定)

### ABEMA
- Z世代・ハイティーン向けの情報バラエティ番組「ハイティーン・バイブル」（2024年3月）連続ショートドラマ「ハイティーン・ダイアリー」第5話 - 主人公のサークル仲間役

## 音楽
| No. | リリース日     | タイトル     | 作詞         | 作曲               |
| --- | -------------- | ------------ | ------------ | ------------------ |
| 1st | 2020年8月7日   | 夢のステージ | ナカザワノア | セラノ             |
| 2nd | 2021年9月3日   | この部屋で   | YU-JIN       | YU-JIN             |
| 3rd | 2022年12月15日 | story        | 仲沢 のあ    | 山村 侑平          |
| 4th | 2023年8月13日  | １％         | 仲沢 のあ    | ROYAL KLAXON MUSIC |

## 写真集
| No. | 発行日       | タイトル   | カメラマン | 冊数      |
| --- | ------------ | ---------- | ---------- | --------- |
| 1st | 2022年5月7日 | 『歩み。』 | 酒井 貴弘  | 100部限定 |

## デジタル写真集
| No. | 発行日       | タイトル         | 販売元       | 頁数 |
| --- | ------------ | ---------------- | ------------ | ---- |
| 1st | 2022年7月8日 | 『どこまでも。』 | E-spacio LLC | 54頁 |

## 表彰歴
- 2021年 - SHOWROOM AWARD 2021 トップランカー受賞
- 2022年 - SHOWROOM人気ライバー部門6位受賞
- 2022年 - SHOWROOMトップランカー選考期間中、コメント数456万9563件で1位を獲得 (SHOWROOM AWARD2022 エンドロール調べ)
- 2020年～ - 4年連続SHOWROOMトップランカーノミネート・トップライバーとして4年以上活躍中
- 2023年12月27日 - 人気ライバーが集められた大規模ライブコマースイベント「感謝の肉肉祭」にて売り上げ、販売個数共に断トツ１位。セイノーホールディングスより特別賞受賞
- 2024年9月 - SHOWROOM人気ライバーランキング俳優部門で1位を獲得
- 2024年12月16日
  - SHOWROOM AWARD 2024 トップランカー受賞 (全配信者からトップ15名のみが選ばれる賞)。
  - SHOWROOM AWARD 2024 年間総合ランキングTOP12選出。
  - 年間最優秀賞俳優部門受賞。
  - 俳優ジャンルでTOP1に選出。初代ブラックステラ獲得者 (SHOWROOMにおいて活動ジャンル最高の栄誉とされるブラックステラを獲得)。
- 2025年7月 - 人気ライバーランキング2025 俳優部門1位受賞